# 神鵰俠侶 (1984年電視劇)
《神雕侠侣》是根據金庸武俠小說《神雕侠侣》改編的1984年中国电视公司武俠电视剧，全劇共16集，在中國電視公司南港攝影棚錄製，1984年6月24日至同年10月7日每週日晚上八點十分到十點十分首播(前二集至九點四十分)，製作單位永真電視電影，制作人周遊，导演何东兴，编剧张信义。主題曲〈神鵰俠侶〉，朱羽作詞，張勇強作曲，金佩姍、張勇強主唱。本劇在台播出時曾創下54.7%收視率的記錄。本劇與香港1983年拍攝的同名電視劇一同引進中國大陸市場，因此，無綫電視的《神雕俠侶 (1983年電視劇)》名氣不及本劇及後來無綫電視翻拍的《神雕俠侶 (1995年電視劇)》版本。

## 演员表
- 孟飞 饰 杨过（配音：孙德成）
  - 郭惠文 饰 小杨过
- 潘迎紫 饰 小龙女
- 向云鹏 / 张汉伯 饰 郭靖
- 沈海蓉 饰 黄蓉
- 林灵 饰 郭芙
- 应晓薇 饰 郭襄
- 赵天丽 饰 李莫愁
- 姜大川 / 王侠 饰 黄药师
- 孫榮吉 / 吕复宝 饰 洪七公
- 李志坚 饰 欧阳锋
- 初本科 饰 一灯大师
- 龙冠武 饰 周伯通
- 王圻生 饰 金轮法王
- 宋宪宏 饰 霍都
- 冯凯 饰 达尔巴
- 林秀君 饰 程英
- 贝心瑜 饰 陆无双
- 傅娟 / 汤惠珍 饰 公孙绿萼
- 周麟 / 李安顺 饰 耶律齐
- 赵学煌 饰 尹志平
- 唐富雄 饰 赵志敬
- 林光进 饰 李志常
- 高升 饰 鹿清笃
- 张杰 / 关宏 饰 公孙止
- 陈志珍 饰 裘千尺
- 陈增智 饰 孙婆婆
- 程清 饰 裘千仞
- 毛静顺 饰 丘处机
- 王海兰 饰 孙不二
- 李魁 饰 王处一
- 谢见文 饰 郝大通
- 许家荣 饰 王重阳
- 牛颜容 饰 耶律燕
- 王玉环 饰 完颜萍
- 郑亚云 饰 洪凌波
- 何威雄 / 薛彰文 饰 武三通
- 林智洋 饰 武修文
- 孙晓威 / 孟家德 饰 武敦儒
- 刘珊 / 孙嘉琳 饰 武三娘
- 林凤琴 饰 傻姑
- 王昌炽 饰 耶律楚材
- 魏一平 饰 柯镇恶
- 张家惠 饰 瑛姑
- 傅明 饰 鲁有脚
- 解文斗 饰 天竺神僧
- 王复室 饰 陆立鼎
- 孙嘉琳 饰 陆二娘
- 叶云琰 饰 潇湘子
- 朱建都 饰 郭破虏
- 谢屏楠 / 张泰伦 饰 忽必烈
- 冯凯 饰 人厨子